# 文明開化

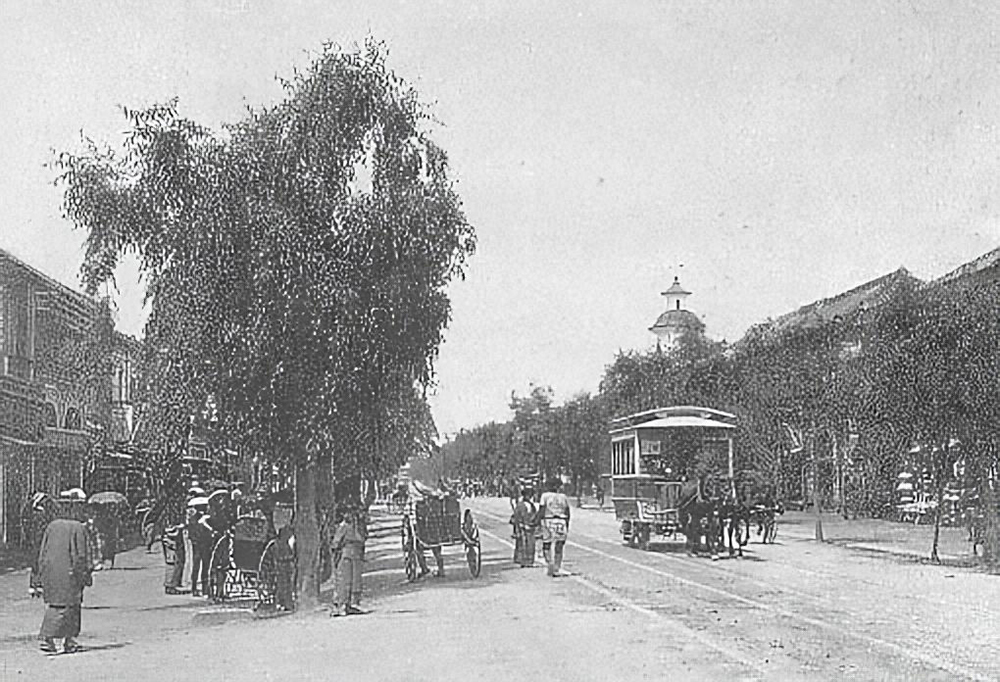
1880年代的銀座磚城，因區內建築大量使用烧制砖瓦而得名，替代了原來易燃的木建築，曾經被認為是日本「文明開化」的象征。但諷刺的是，因當時的砖瓦建築抗震能力不及傳統木建築，區內砖瓦建築大多在1923年关东大地震期间被震毁。

文明開化，是指在明治時代，西洋的文明傳入至日本，引致在制度及文化上出現巨大轉變的現象。近代化＝西歐化，是在明治時代的一貫課題。文明開化這個詞彙一般是用來指，在明治初年，世相風俗從以來的封建社會出現大轉變的時期。
明治新政府所推行的殖產興業及富國強兵，可以看成是脫亞入歐等一連串政策的推行及西洋建築、剃髮、洋裝、洋食等的獎勵。但也有人指摘文明開化只是限於都市人及知識分子攝取西方文明。
文明開化這個詞彙，是在1875年福澤諭吉所寫的《文明論之概略》中，作為civilization的譯語開始被使用。

## 文明開化之表現
- 交通
  - 鐵路：明治5年（1872年），在新桥（後來的汐留站，1986年終止）及橫濱站（後來的櫻木町站）之間開通，蒸汽火車開始運行。相對於蒸汽船，蒸汽火車被稱為陸蒸汽。
  - 鐵道馬車：明治15年（1882年），日本最初的鐵道馬車在東京開通。電氣化後，成為東京都電（東京都營電車）的前身。
  - 人力車
  - 蒸汽船
- 建築、都市
  - 西式建築：築地酒店、銀座磚瓦街
  - 磚瓦建築
  - 煤氣燈
  - 仿西式建築
- 官營工業
  - 富岡製絲場（富岡製糸場，1872年開始運作)
- 服飾文化
  - 明治4年（1871年），推行散髮脫刀令
  - 廢刀令
  - 軍隊制服
  - 洋服
- 食物文化
  - 肉食（壽喜燒、牛肉鍋）
- 教育
  - 學制的施行：書包
  - 派遣留學生：津田梅子
- 新聞，出版
  - 新聞
  - 明六雜誌
  - 啟蒙書：《西洋事情》，《勸學篇》
  - 翻譯書：《西國立志篇》，明治4年（1871年）
- 舞台藝術
  - 演劇改良運動
- 電信
- 郵政制度
- 一夫一妻制
- 公曆（格列高利曆）：由明治6年（1873年）1月1日起採用。天保曆的採用直至明治5年12月2日，以後稱為「舊曆」。